# New Holland Agriculture
New Holland Agriculture är en tillverkare av jordbruksmaskiner, bland annat traktorer, tröskor och jordbruksredskap. Systerbolaget New Holland Construction tillverkar entreprenadmaskiner.
Företaget grundades i New Holland, Pennsylvania, därav namnet. I New Holland ingår bland annat de tidigare verksamheterna i Fiat och Fords traktortillverkning. Sedan 1999 har New Holland och Case IH haft samma ägare och från 2013 ingår båda i CNH Industrial som har sitt administrativa säte i Turin i Italien.

## Historia
Företaget grundades 1895 i New Holland i Pennsylvania i USA av Abe Zimmerman.
1947 köptes bolaget av Sperry Rand Corporation. 1964 tog New Holland över Claeys från Belgien. 1986 köptes företaget av Ford Motor Company, vars traktorer fram till 1964 bar varumärket Fordson. 1990 beslutade sig Ford för att sälja jordbruksmaskintillverkningen och 1991 nåddes en överenskommelse med Fiat.
Fiat beslutade under 1990-talet att samla deras jordbruksmaskiner under varumärket New Holland och fasade stegvis ut varumärkena Ford and Fiatagri. Fiatagris logotyp med ett löv har dock behållits och har sammanförts med New Hollands namn. Anledningen till konsolideringen var att New Holland var inarbetat och välkänt som varumärke samt saknade associationer till annan verksamhet.
1999 bildades CNH Global då New Holland och Case IH fick samma ägare (Fiat), Case IH har dock behållit separat identitet och varumärke. 2013 bildades moderbolaget CNH Industrial som en avknoppning från Fiat Industrial S.p.A.
2016 förvärvades redskapstillverkning från Kongskilde A/S i vilket Överums Bruk AB ingick.

## Fabriker

### Asien
- Dera Ghazi Khan (traktorer; joint venture med AGTL)[5]
- Harbin (traktorer och redskap)[5]
- New Delhi (traktorer, motorer och komponenter)[5]
- Pune (skördetröskor)[5]

### Europa och Mellanöstern
- Ankara (motorer och komponenter; joint venture med Koç Holding)[5]
- Antwerpen (komponenter)[5]
- Basildon (traktorer)[5]
- Coëx (skördetröskor)[5]
- Croix (komponenter)[5]
- Erenler (traktorer; joint venture med Koç Holding)[5]
- Jesi (minitraktorer)[5]
- Kutno (redskap)[5]
- Lecce (teleskoplastare)[5]
- Modena (komponenter)[5]
- Płock (balpressar)[5]
- Sankt Valentin (traktorer)[5]
- Tasjkent (traktorer)[5]
- Zedelgem (skördetröskor)[5]
- Överum (plogar)[5]

### Nordamerika
- Fargo, North Dakota (midjestyrda traktorer)[5]
- Grand Island, Nebraska (redskap)[5]
- New Holland, Pennsylvania (balpressar)[5]
- Racine, Wisconsin (stortraktorer)[5]
- St. Nazianz, Wisconsin (självgående sprutor)[5]
- Santiago de Querétaro (traktorer och komponenter)[5]
- Saskatoon, Saskatchewan (såmaskiner)[5]
- Wichita, Kansas (kompaktlastare)[5]

### Sydamerika
- Córdoba (skördetröskor och specialtraktorer)[5]
- Curitiba (traktorer)[5]
- Piracicaba (besprutning)[5]
- Sorocaba (skördetröskor)[5]

## Galleri

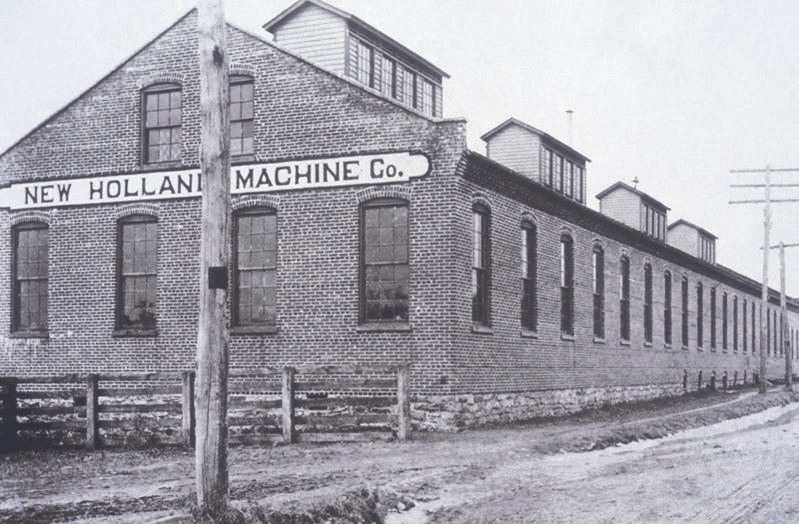
Den ursprungliga fabriken i New Holland.
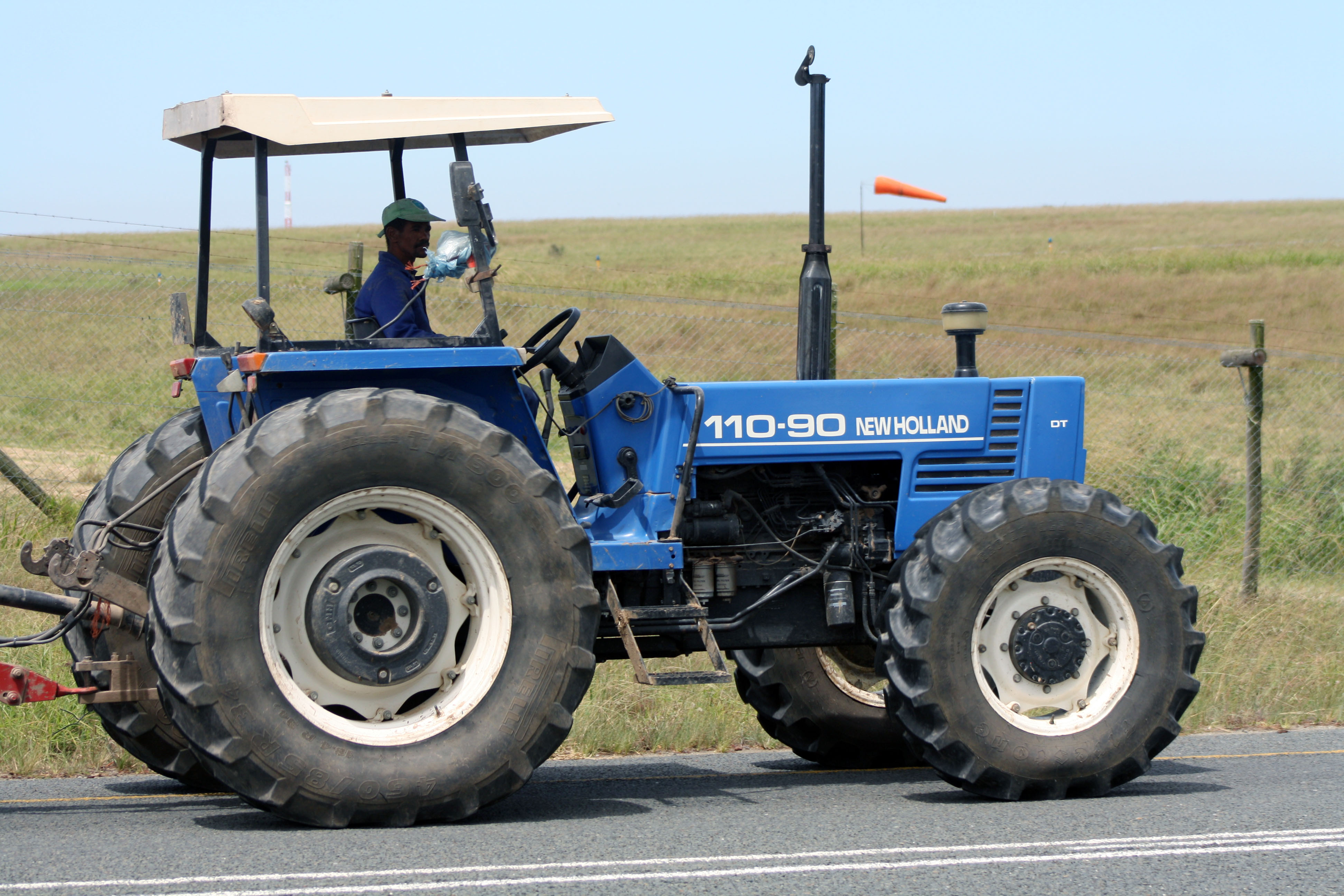
New Holland 110-90 från 1980-talet i Sydafrika.
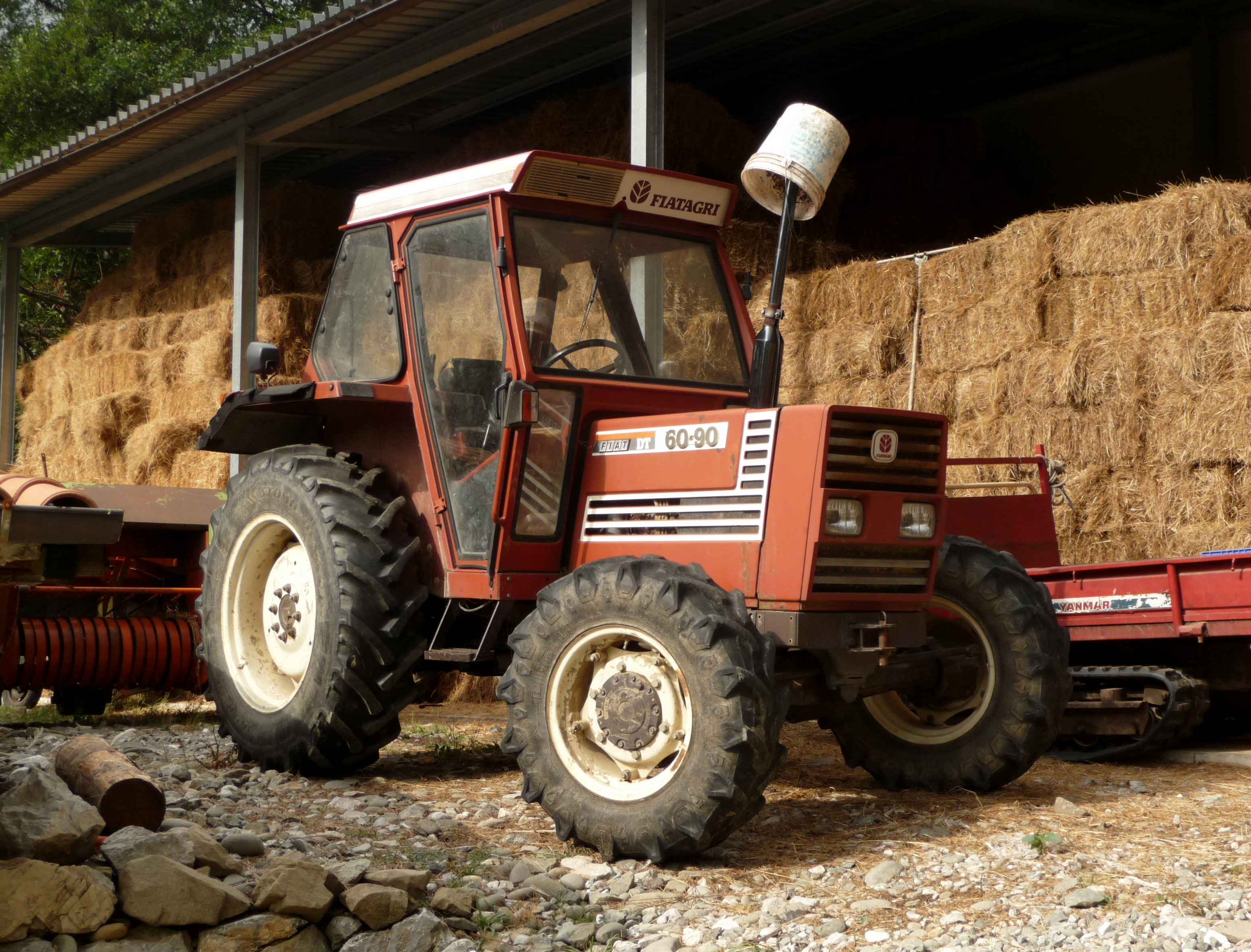
Fiat 60-90, med den Fiatagri logotyp på hytten som på 1990-talet övertogs av New Holland
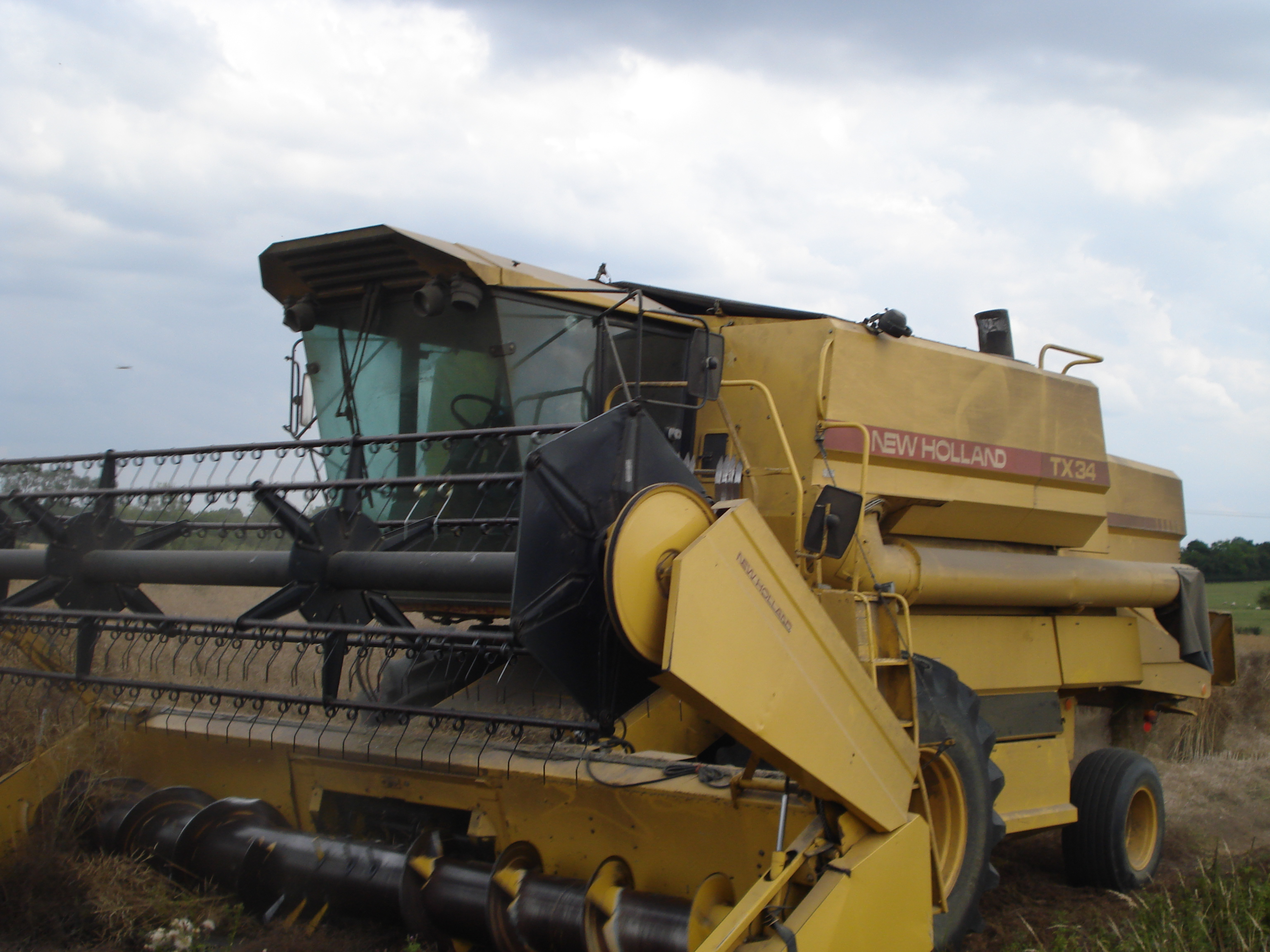
Skördetröska New Holland TX34 som skördar raps.
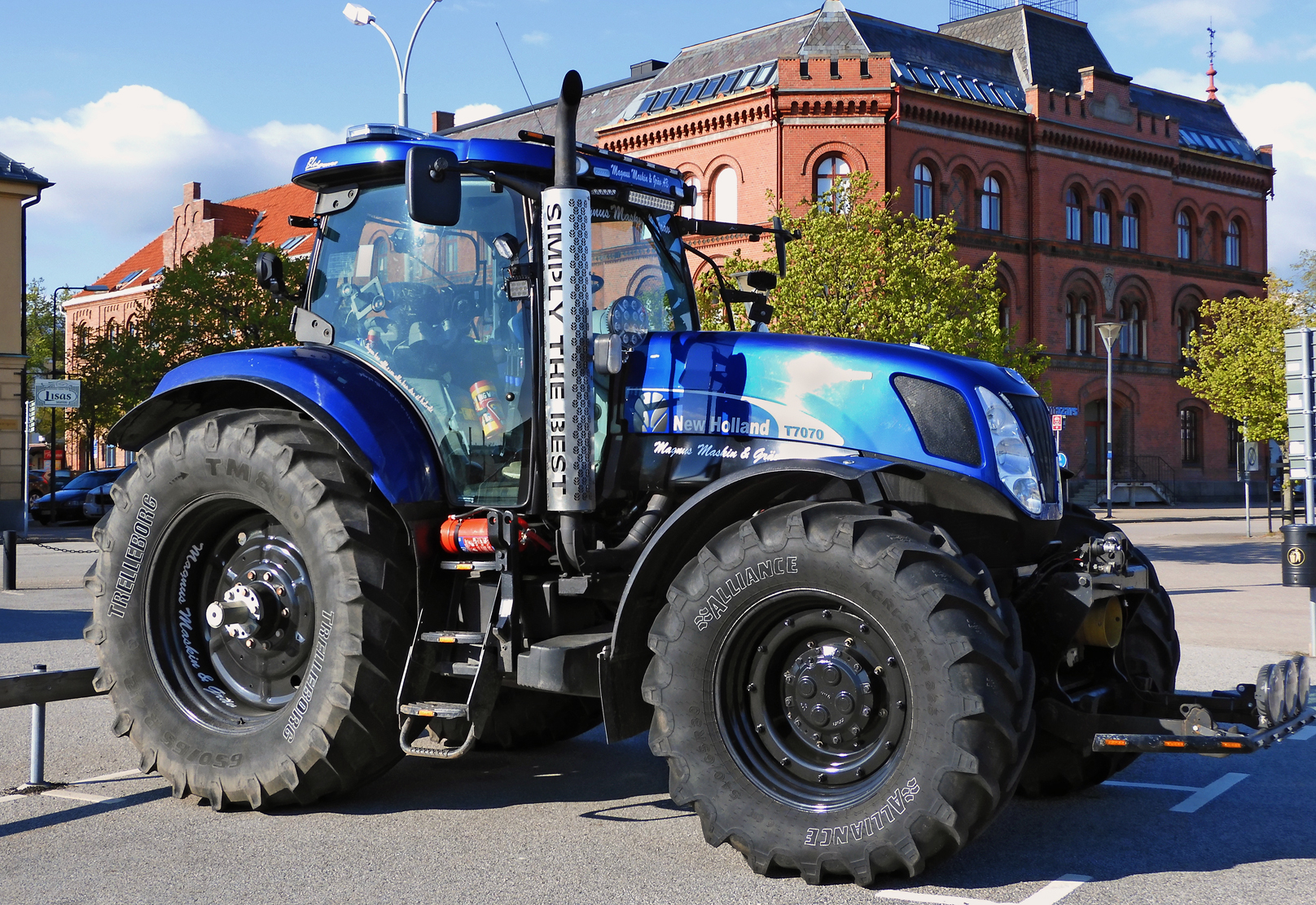
New Holland T7070 från 2009 i Ystad.
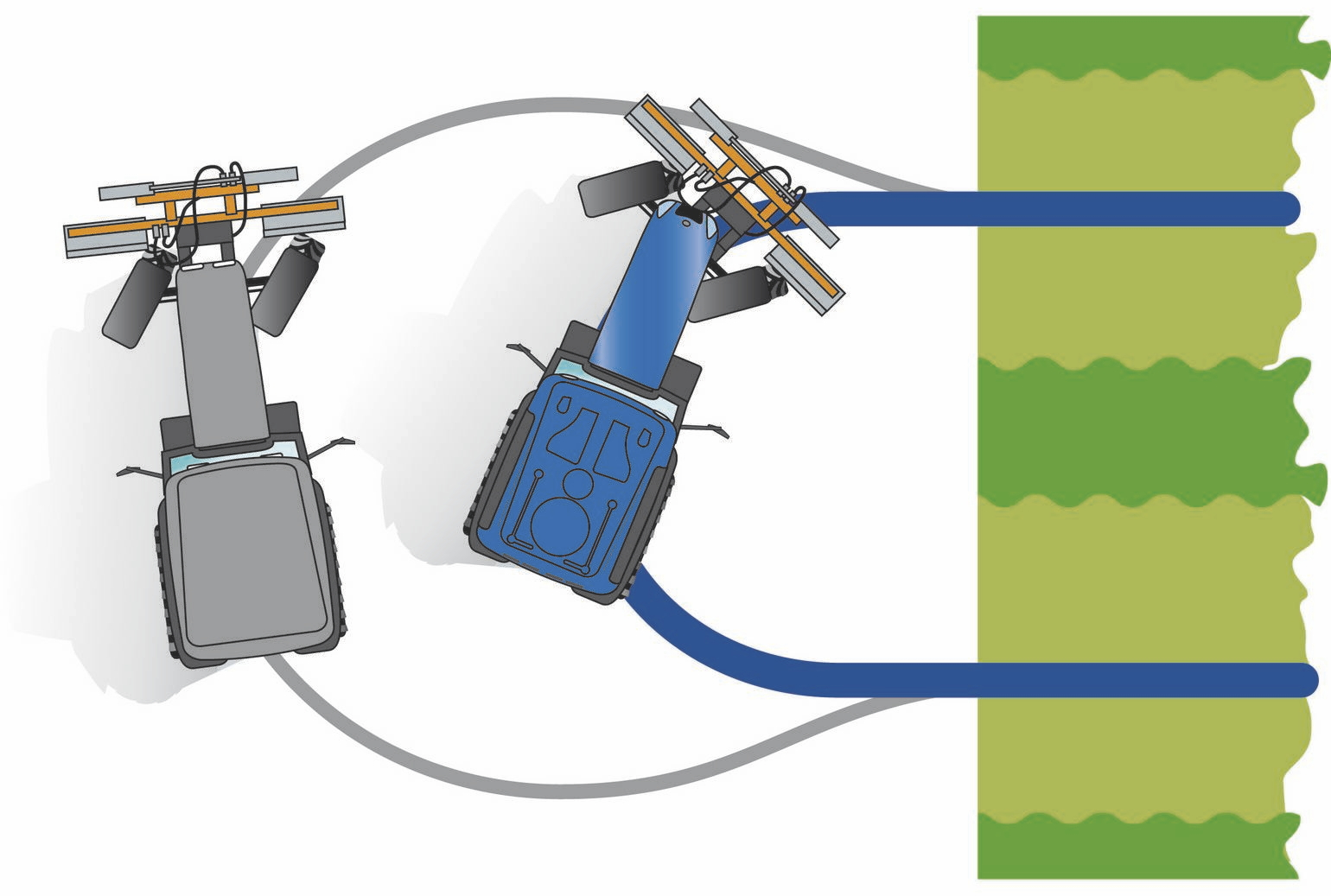
New Hollands Super Steer-teknik för avsevärt mindre svängradie.